# Tracy McEwan
Tracy McEwan (1966) è un'ex sciatrice alpina statunitense.

## Biografia
Specialista delle prove veloci originaria di Bellevue, la McEwan nella stagione 1985-1986 in Nor-Am Cup vinse la classifica di supergigante e fece parte della nazionale statunitense dal 1987 al 1989, gareggiando anche in Coppa del Mondo senza ottenere piazzamenti di rilievo; non prese parte a rassegne olimpiche né ottenne piazzamenti ai Campionati mondiali.

## Palmarès

### Nor-Am Cup
- Vincitrice della classifica di supergigante nel 1986[senza fonte]